# Gelam (Candi)
Gelam is een bestuurslaag in het regentschap Sidoarjo van de provincie Oost-Java, Indonesië. Gelam telt 6738 inwoners (volkstelling 2010).